# 教皇不可謬説
教皇不可謬説（きょうこうふかびゅうせつ）は、カトリック教会において、ローマ教皇が「信仰および道徳に関する事柄について教皇座（エクス・カテドラ）から厳かに宣言する場合、その決定は聖霊の導きに基づくものとなるため、正しく決して誤りえない」という教義のこと。
教皇不可謬が教義として正式に宣言されたのは1870年の第1バチカン公会議においてであるが、その思想自体には初代教会以来の長い歴史的な伝統がある。カトリック神学において教皇不可謬性は教会のもつ四つの不可謬性（後述）のうちの一つとして考えられ、思想的に発展させられてきた。教皇不可謬の教義をめぐってはカトリック教会の内外で多くの議論が行われてきた。

## 教皇不可謬が成り立つ条件
教皇不可謬といっても決して教皇の発言がすべて誤りなく、正しいということではない。不可謬になりうるのは「教会が長きにわたって伝統として教えてきたこと」か「教皇座（エクス・カテドラ）から厳かに宣言された」信仰に関する事柄のみに限定されている。さらにたとえ「教皇座からの荘厳な宣言」であっても、それが「教会の伝統的な教え」と矛盾しないよう配慮される。「教会が伝統として教えてきたこと」というのは「普遍的教導権」あるいは「一定の教導権」ともいわれる。そして「教皇座からの荘厳な宣言」は「特別な教導権」あるいは「荘厳教導権」と呼ばれる。すなわちいくら信仰に関する教皇の発言であっても教会の中で伝統的に言われてきたことでないものや、教皇の私的な場での意見などは「教皇座から」の荘厳な宣言ではないので不可謬にはなりえないのである。
「教皇座から」の荘厳な発言となりうるためには以下のような条項を満たしている必要がある。
- 教皇が一人の神学者としてではなく、世界に広がる教会の霊的な長として宣言すること。
- 信仰や道徳に関する事柄であり、それらが荘厳な形で手順を踏んで発言されること。
- その発言が教会の過去の教えに矛盾しないこと。
- あらかじめよく検討され、十分に納得され、変更の余地がないまでに完成された信仰の事柄について使徒の権威をもって公式に宣言が行われること。荘厳な宣言に関しては次のような定式表現で始まることが多い: 「われわれはここに宣言し、以下のように定める。」
- さらに「不可謬」の条件を満たすには、教皇の宣言が全世界の教会を対象とされたものであることが必須である。つまり教皇が公式の手順を踏んで「全世界の教会」に対して宣言したものでなければ、その宣言は「教皇座から」のもので「不可謬」なものとはなりえない。
- 歴史的に見れば、このような権威をもって行う宣言には、これらの宣言に反対的な言辞を述べるものはカトリック教会から離れているとみなされるという一文がよく付加されるが、これをアナテマという。たとえば「不可謬」権を行使して宣言された教皇ピウス12世の「聖母の被昇天」に関する宣言には、「もしこれらのことを疑い、否定する発言を行うものはカトリック教会の信仰から離れているとみなされる」という一文が付加されている。

## 思想的発展
カトリック教会では伝統的にこの権威を新約聖書の記述に由来するものと考えているが、カトリック教会以外の人々には支持されていない。

### 聖書の中にみる論拠
カトリック神学においては、以下のような聖書の箇所がローマ教皇の首位権と不可謬性の論拠となっているとみなされてきた。
- ヨハネによる福音書1:42、マルコによる福音書3:16　イエスがシモンにペトロ（ヘブライ語でケファ、岩）という名前をあたえる。
- マタイによる福音書16:18　「この岩の上に私は教会を立てる。」（マタイ7:24-28　岩の上にたてられた家の箇所も参考）
- ヨハネ16:13　「真理の霊が来ると、真実を示す。」
- ヨハネ14:26　「父が私の名によって送る聖霊がすべてを示す。」
- ヨハネ21:15-17　「わたしの羊を牧せよ。」
- ルカによる福音書10:16　 「あなたのことばを聴くものは私のことばを聴く。あなたを拒むものは私を拒んでいる。私を拒むものは、私がおくるものを拒んでいる。」
- テモテへの第一の手紙3:15　「神の家でどのようにふるまうか、それは真理の柱、土台である。」
- ヨハネの第一の手紙2:27　「御子から油を受けているので、あなたたちは誰にも教えを請う必要はありません。油によってすべてのことが教えられ、それらは偽りのない真実である。教えにあるように彼のうちにとどまりなさい。」
- 使徒言行録15:28　「聖霊とわたしたちにとってそれはよいことのように思えます。」（ここでは使徒たちが聖霊の力によって語っている）
- マタイ10:2　「12人の名前は以下のとおりである。第一にペトロと呼ばれるシモン。」（ペトロの首位性を示す箇所）
- マタイ28:20　「わたしが命じたことをすべて守るように教えなさい。わたしはいつもあなたとともにいる。」

神学者ルドヴィク・オットーは著作『カトリック教義の基礎』 (Ludwig Ott: Grundriss der katholischen Dogmatik, 1952) において、上記の箇所の他にも使徒の間におけるペトロの首位性を示す多くの箇所を指摘している（例：マルコ5:37、マタイ17:1、ルカ5:3など。4巻第2部2章5参照）。

### 古代教会における教皇不可謬説の解釈
初期の教会ではまだローマ教会およびローマ司教たる教皇の権威が全域で認められていたわけではなかった。
クレメンス1世（ローマのクレメンス）は99年にコリントの信徒にあてた手紙にこう書いている。
アレクサンドリアのクレメンスは200年ごろ、ペトロの権威について書いている。
各教会の間の順列については251年に教皇ステファヌス1世がアンティオキアの司教にあてた手紙の中で強調している。
341年にはユリウス1世がアンティオキアの教会にこう書き送っている。
使徒たちの考えていたことが語り伝えられたすえに、文書化されて新約聖書の原型となったことは疑いの余地がなく、使徒たちに由来する伝統がやがて教会の聖なる伝統（聖伝）をつくっていったことも疑い得ない。ここからひとつの結論が導き出される。
シリキウスは385年にヒメリウスにこう書き送っている。
初期の一連の公会議と関連して、教父たちの多くも聖書と聖伝の判断に関するローマ司教の優越の正当性について言及している。

### 中世における進展
中世とルネサンス期においては、教会の四つの不可謬が認められていた。第一は全教会の構成員の総意による決定の不可謬、第二は世界の司教たちの総意による不可謬、第三は公会議の不可謬、そして第四は教皇の不可謬である。
公会議の不可謬について初めて体系的に論じたのは9世紀の神学者テオドール・アブ・クーラであった。さらに中世の数人の神学者たちが信仰と道徳に関する事柄についての教皇の不可謬性について論じている。その中で特に有名なのはトマス・アクィナスとピエトロ・オリヴィであるが、1330年にカルメル会員であった司教グイド・テレーニが賜物としての教皇の不可謬性の行使について言及している。これは第1バチカン公会議における「教皇不可謬」へのアプローチとまったく同じものであった。

### 第1バチカン公会議における教義としての布告（1870年）
第1バチカン公会議は教皇の不可謬について次のように宣言した。
カトリック神学ではこれが公会議によって認められた不可謬性の公式な教義の確定であると見る。1870年になってようやく教皇の不可謬は教義として公式に布告されたものが、それにいたるまでに長い歴史的・神学的展開を経ていることは否定できない。

### 教皇不可謬の例
カトリックについてよく知らない人々だけでなく、カトリック信徒の間ですら教皇不可謬が誤って理解されている例がしばしば見られる。それらの人々が抱く最もポピュラーな誤解は、「教皇の言葉は何でもかんでも誤りがなく、反論できないものだ」といったものであることが多い。しかし、教皇不可謬とは上述のように厳しい要件を付された上で宣言されるものであり、このような見方は決して正しいとはいえない。また、実際には教皇の不可謬権が行使された例は極めて稀であり、これからもめったにないであろうと考えられている。
1854年の教皇ピウス9世の「聖母の無原罪の御宿り」の教義の布告（これは第1バチカン公会議以前のものであり、遡及適用された）と、1950年のピウス12世の「聖母の被昇天」の教義の布告の二例に関しては、教皇不可謬権を伴って宣言されたものであると多くの神学者たちから見なされている（なお、どちらも突然宣言されたものではなく、古代以来、カトリック教会において伝統的に尊重されてきた教えであった。ただし、正式に教義としての宣言を受けていなかっただけであるとされている）。
しかしこのわずか二例を除けば、近代以降の教皇の文書や布告において教皇不可謬権を行使して宣言されたものはない、というのが多くの神学者たちの共通した見解である。なお、神学者クラウス・シャッツの1985年の見解、及び同じくフランシス・サリバンの1995年の見解によれば、上記の二例以外に五つの文書において教皇の不可謬権の行使が行われている、とされている。
バチカン自身は、どの布告が教皇不可謬権を行使して宣言されたかということを公式に宣言しているわけではない。1998年に当時の教理省長官であったヨーゼフ・ラッツィンガー枢機卿（のちの第265代ローマ教皇ベネディクト16世）及び同省局長タルチジオ・ベルトーネ枢機卿によって示された注釈には、教皇と公会議による決定のうちで不可謬であると、みなされるもののリストが示されているが、そこにおいても「これは完全なものでない」と述べられている。どちらにせよ、教皇の決定よりも公会議の決定の方が、不可謬権を行使しているものが多いことは間違いないとされている。

## 教皇不可謬説への異論
カトリック教会以外のキリスト教諸教派（正教会・東方諸教会・聖公会・プロテスタント）は、教皇の権威を認めないため教皇不可謬説も必然的に認めていないが、カトリック教会の内部からも教皇不可謬を教義とすることの必要性についての疑義が示されている。

### カトリック教会内部からの異論
1870年に第1バチカン公会議で教皇不可謬の教義があわただしく決定された後、ドイツ、オーストリア、スイスのカトリック関係者から教皇不可謬を教義として宣言することへの疑問が示された。彼らは公会議の不可謬については異論がなかったものの、教皇の不可謬権については納得できず、あるものはカトリック教会を離れ、復古カトリック教会といわれる独自のグループを形成した。
カトリック教会内部にも教皇不可謬を教義とすることは受け入れがたいと考えていたものがいた。たとえば神学者ハンス・キュングや歴史家ギャリー・ウィルスなどがそうであった。1989年から1992年にかけて15歳から25歳までの教皇不可謬の教義について十数カ国（アメリカ合衆国、オーストリア、カナダ、エクアドル、日本、フランス、アイルランド、イタリア、韓国、ペルー、スペイン、スイス）のカトリック青年を対象に調査が行われた。結果は不可謬を教義として受け入れられるというものが36.9%、受け入れられないというのが36.9%、よくわからないというのが26.2%という結果であった。（出典: Report on surveys of the International Marian Research Institute, by Johann G. Roten, S.M.）
近代的な意味での不可謬に対してさまざまな反論が見られる。たとえばブライアン・ティエーニーのあらわした『教皇不可謬性の起源　1150-1350』（ライデン、1972年）。議論を巻き起こしたものとしては教皇不可謬という考え方は正しいとか、間違いという以前に無意味なものであるというウィトゲンシュタイン研究でも有名なイエズス会員ガース・ハレットの『光と影　教義の分析』（サンパウロ、1975年）がある。